# Kranskop
Kranskop is een klein dorp (1500 inwoners) in de regio KwaZoeloe-Natal in Zuid-Afrika. Het dorp is gesticht in 1894. Het dorp is vernoemd naar twee bergtoppen of kliffen (Afrikaans: kopjes) van circa 1.175 meter. In 1914 is het dorp aangesloten op de Takspoorlijn.

## Subplaatsen
Het nationaal instituut voor de statistiek, Stats SA, deelt sinds de census 2011 deze hoofdplaats in in 3 zogenaamde subplaatsen (sub place):
Kranskop Ext 2 • Kranskop Ext 3 • Kranskop SP.